# Семашка, Йонас
Йонас Семашка (лит. Jonas Semaška; 24 ноября 1907, Науядварис, Российская империя — 21 января 1947, Вильнюс, СССР) — литовский военный. В годы Второй мировой войны — коллаборационист, командир 7-го и 13-го батальонов шуцманшафта. В конце войны примкнул к лесным братьям.

## Биография
Учился в гимназии в Паневежисе. Окончил Каунасское военное училище в 1930 году. После выпуска назначен младшим офицером в 1-м пехотном полке литовской армии. Участвовал в литовской аннексии Виленского края. В 1937 году получил звание капитана. После присоединение Литвы к СССР получил должность командира роты 234-го полка 179-й стрелковой дивизии 29-го стрелкового корпуса. С августа 1941 года служил в 4-м батальоне вспомогательной полиции. С октября 1942 года — командир 7-го батальона вспомогательной полиции. Участвовал в боях с партизанами. С 1943 года в составе 13-го батальона участвовал в боях с Красной Армией под Великими Луками и Псковом. Был дважды ранен. Его часть участвовала в Сталинградской битве и в боях в Курляндском котле. 1 июля 1944 года получил звание майора вермахта. В 1945 году примкнул к лесным братьям в Жемайтии. С августа по октябрь командовал отрядом «Шатрийос». Позже возглавлял Жемайтийский округ. В 1946 году в Тельшяй был схвачен. Военным трибуналом приговорен к смертной казни. В 1947 году расстрелян в Вильнюсе.
В 2001 году останки перезахоронены на Петрашюнском кладбище в Каунасе. 19 мая 1998 года президент Литвы Валдас Адамкус посмертно присвоил Й. Семашке звание полковника.

## Награды
- Орден Великого князя Литовского Гядиминаса (1939 год)
- Крест военных заслуг 2-й степени с мечами (1943 год)
- Железный крест 2-го класса (1944 год)[3]
- Рыцарский крест Железного креста (1945 год) [4]
- Большой крест ордена Креста Витиса (1997 год, посмертно)[5]